# Rynkeby
Rynkeby is een plaats in de Deense regio Zuid-Denemarken, gemeente Kerteminde. De plaats telt 598 inwoners (2020). Het dorp lag aan de in 1966 gesloten spoorlijn Odense - Martofte. Het stationsgebouw is bewaard gebleven. De typische Deense witte kerk stamt uit de twaalfde eeuw bevat oude kalkschilderingen. Deze schildering in de noordelijke kapel  laat een engelenkoor zien van 31 hemelse engelen.
Het merk Rynkeby, een Deens merk voor vruchtensappen, is vernoemd naar het dorp. Lange tijd stond de fabriek van Rynkeby Mosteri in het dorp. 